# Maison forte de Nanc-lès-Saint-Amour
 (décembre 2021).
La mise en forme du texte ne suit pas les recommandations de Wikipédia : il faut le « wikifier ».
Les points d'amélioration suivants sont les cas les plus fréquents. Le détail des points à revoir est peut-être précisé sur la page de discussion.
- Les titres sont pré-formatés par le logiciel. Ils ne sont ni en capitales, ni en gras.
- Le texte ne doit pas être écrit en capitales (les noms de famille non plus), ni en gras, ni en italique, ni en « petit »…
- Le gras n'est utilisé que pour surligner le titre de l'article dans l'introduction, une seule fois.
- L'italique est rarement utilisé : mots en langue étrangère, titres d'œuvres, noms de bateaux, etc.
- Les citations ne sont pas en italique mais en corps de texte normal. Elles sont entourées par des guillemets français : « et ».
- Les listes à puces sont à éviter, des paragraphes rédigés étant largement préférés. Les tableaux sont à réserver à la présentation de données structurées (résultats, etc.).
- Les appels de note de bas de page (petits chiffres en exposant, introduits par l'outil «  Source ») sont à placer entre la fin de phrase et le point final[comme ça].
- Les liens internes (vers d'autres articles de Wikipédia) sont à choisir avec parcimonie. Créez des liens vers des articles approfondissant le sujet. Les termes génériques sans rapport avec le sujet sont à éviter, ainsi que les répétitions de liens vers un même terme.
- Les liens externes sont à placer uniquement dans une section « Liens externes », à la fin de l'article. Ces liens sont à choisir avec parcimonie suivant les règles définies. Si un lien sert de source à l'article, son insertion dans le texte est à faire par les notes de bas de page.
- La présentation des références doit suivre les conventions bibliographiques. Il est recommandé d'utiliser les modèles {{Ouvrage}}, {{Chapitre}}, {{Article}}, {{Lien web}} et/ou {{Bibliographie}}. Le mode d'édition visuel peut mettre en forme automatiquement les références.
- Insérer une infobox (cadre d'informations à droite) n'est pas obligatoire pour parachever la mise en page.

Pour une aide détaillée, merci de consulter Aide:Wikification.
Si vous pensez que ces points ont été résolus, vous pouvez retirer ce bandeau et améliorer la mise en forme d'un autre article.
La maison forte de Nanc est un château médiéval situé sur la commune française des Trois-Châteaux (dont fait partie Nanc-lès-Saint-Amour), dans le département du Jura en région Bourgogne-Franche-Comté. 

## Description
La maison forte est un parallélogramme rectangle de 24 mètres de longueur sur 14 mètres de largeur, élégamment orienté vers le sud-est avec 3 étages. Le milieu de la face principale présente une grosse tour circulaire avec escalier à vis. Les fenêtres étaient à meneaux. Des commodités donnent directement sur le dehors.
Une des tours carrées était crénelée, comme on peut le voir sur une fresque de l'abbé Jules-François Moirod, dans la chapelle de Nanc.

## Historique
Les lieux frontières sont souvent riches en histoire. Le fief de Nanc, à la frontière de ce qui fut duché, comté, royaume, empire, et enfin, unifié dans une république, n’échappe pas à la règle. C’est d’autant plus le cas de par sa localisation sur la multimillénaire «route du sel» des sauneries de Salins.

### Confiscation par Philippe Le Bon au profit de Nicolas Rolin (1433)

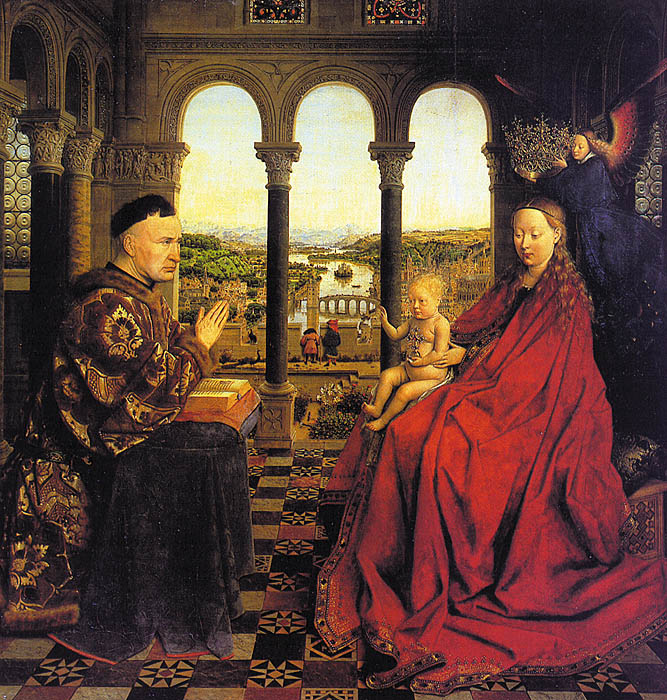
«Vierge du chancelier Rolin». Jan Van Eyck 1435. Louvre

La date de construction de la maison forte n’est pas connue de façon certaine.
Plusieurs sources permettent d’émettre des hypothèses sérieuses.
La charte de franchise de la commune de Nanc de 1308 ne parle pas de château.
Par contre, un document de 1434  atteste de la confiscation de la seigneurie de Nanc au bailli d’aval du Comté de Bourgogne par Philippe Le Bon, duc de Bourgogne, au profit de son chancelier, le très puissant Nicolas Rolin (1376-1462). Il est précisé que la seigneurie est une «châtellenie», c’est-à-dire pourvue d’un château.
Cette confiscation a lieu au détriment d'Antoine de Laye (1400-1472), seigneur de Saint-Lager en Beaujolais, territoire des Beaujeu . Antoine de Laye l’avait obtenue de sa femme Françoise de Darbonnay (1402-1472), dame de La Roche-sur-Loue, qui avait été mariée précédemment au Comtois Jacques de Laubespin (1400-1433). La justification de la confiscation était la proximité trop forte du couple avec le roi de France Charles VII. Nous sommes encore en pleine guerre de Cent Ans et la Bourgogne est alliée aux Anglais, juste après la mort de Jeanne d’Arc en 1431, et juste avant le traité d’Arras de 1435.
Antoine de Laye a été marié, en premières noces, à Marie de Franchelins (1403-1430), dont le père Humbert de Franchelins, seigneur de Corcelles-en-Beaujolais, a été l’époux de Marie de La Palud (sœur de François de La Palud qui a fait condamner à mort le chancelier de Savoie, Guillaume de Bolomier, qui l’avait accusé, justement ou non, de trahison). Humbert meurt à Azincourt en 1415 aux côtés des Bourbons. Les Bourguignons s’abstiennent de participer à cette bataille de la guerre de Cent Ans contre les Anglais. Le château de Corcelles, qu’il a reçu en héritage de sa femme, vient d’être détruit par les Bourguignons en 1432.
À L’époque, Philippe Le Bon  est l’homme fort de l’Europe, celui qui par le traité de Troyes en 1420, a pratiquement donné la France en héritage à l’Angleterre.
Nicolas Rolin, le fondateur des hospices de Beaune, est représenté sur le célèbre tableau de Jan Van Eyck, La «Vierge du chancelier Rolin» qui date de 1435. D’origine roturière, il a acquis au cours de sa carrière plus de 60 fiefs et châteaux aux duché et comté de Bourgogne, en partie aussi de par son 3e mariage avec Guigone de Salins La Tour (1403-1470), une héritière d’une vieille famille des seigneurs de Salins, et de trésoriers lombards. Une étude historique montre qu’une bonne partie de ses châteaux servent surtout au contrôle des voies de communication stratégiques .

### Avant la confiscation: les Dramelay et Laubespin
Les fiefs de Saint-Amour, Laubespin, Nanc, Coligny, etc. sont initialement issus du démembrement du grand fief des Dramelay au Xe – XIe siècle . La généalogie de Jacques de Laubespin est la suivante : Odet (vassal d'Étienne d’Andelot et fils de Guillaume III sire de Saint-Amour et de Laubespin, signataire de la charte de franchise de Laubespin en 1289. Guillaume III avait repris du fief d'Étienne de Coligny ses possessions sur le territoire de Nanc), Odet est signataire de la charte de franchise de Nanc, en 1308. Puis viennent Guyot, Froment, et Hughes III. Le XIVe  siècle a vu des conflits entre seigneur de Laubespin et de Saint-Amour au sujet de la terre de Nanc avec cession, donation, partage en deux, contestation, autorisation, puis requête de construction d’une place forte en 1333, non exécutée, puis annulée.
Rousset l’historien du XIXe siècle des communes de Franche-Comté parle d’une maison forte au lieu-dit en Palent, qui se serait effondrée vers 1448 à la suite d'un glissement de terrain, et d’un châtelain, Jean De Palent, qui aurait pris refuge dans l’autre maison forte. Il n’y a pas de restes connus de cette maison forte d'en Palent.
On peut donc raisonnablement penser que la première maison forte de Nanc à son emplacement actuel date d’environ 1400 et est du fait d’un Laubespin. (Des travaux effectués bien plus tard mettent au jour des fondations, et un escalier à vif dans le roc, datant sans doute de l’époque de ce premier château.)
Il y avait déjà de très grands châteaux forts à Saint-Amour, à Coligny, Andelot, et Laubespin, celui de Laubespin, datant du XIIeme siècle, étant le plus grand, et le mieux stratégiquement situé, sur une hauteur, avec 4 tours, un fossé avec pont-levis, et à la croisée de 3 routes importantes, incluant la «la route du sel».

### Le Saint-Empire-Romain-Germanique: les Champdivers et Les Gorrevod
| Armes de Gorrevod | Les armes de Gorrevod se blasonnent ainsi : D'azur au chevron d'or. |

Armes de la famille de Champdivers : d'azur au chevron d'or.

À la mort de Nicolas Rolin (1462), la confiscation se poursuit avec son fils Antoine Rolin et un procès avec le fils d’Antoine de Laye, Jean II (1420-1477). Malgré l'existence de son fils Jacques (1470-1494), sa fille aînée Clauda de Laye (1465-1505) hérite avec son époux Jean II de Champdivers (1450-1505).
Les Champdivers sont originaires d’un fief proche de Dole, mitoyen des fiefs de Neublans, Longwy, Molay, Rahon, Rye, en bordure du Doubs. Jean II est issu de cette illustre famille. Son arrière-grand-père Jean (1350-1411), fils d’une Salins La Tour, fut un célèbre chevalier de Jean Sans Peur, au bailli d’aval, qui épousa Jeanne de Cicon avec qui il eut 3 fils (dont Henri (1385-1421), grand-père de Jean II, futur époux d’une de Toulongeon), et une fille, la célèbre Odette de Champdivers (1390-1424), dite «La petite reine», l’amante «bourguignonne» à partir de 1407 de Charles VI, le roi de France atteint de démence. La filiation avec Jean est parfois contestée, mais sans alternative probante, et il est par contre établi qu’il s’agit de membres de la même famille. À la mort de Charles VI, Odette commence à résider à Saint-Jean-De-Losne.
En 1477, meurt Charles le Téméraire, fils de Philippe Le Bon, et dernier duc de Bourgogne, à Nancy, et lui succède sa fille Marie de Bourgogne (filleule du roi Louis XI), jeune épouse de  Maximilien de Habsbourg (en 1477), futur empereur du Saint Empire Romain Germanique. Profitant de ce changement, Louis XI charge  Charles 1er Chaumont d’Amboise, en 1479, de «faire le gast» , conquérir le duché et comté de Bourgogne, et donc de continuer ce qui a été commencé par le  sieur de Craon , qui a notamment détruit Cuiseaux et Saint-Amour en 1477. Lui et son armée vont raser des dizaines de châteaux à l'aide notamment de leur nouvelle arme, la couleuvrine, un canon dévastateur qui parvient à percer les murailles des châteaux forts de l’époque. La première maison forte de Nanc est détruite alors à la suite du deuxième siège de Dole, qui conduit à la mise à sac complète de cette ville et de la région. Le manoir de Champdivers est lui aussi détruit, et ce fief est confisqué par Louis XI entre 1477 et 1479.
En 1482, la paix d'Arras donne la Comté en dot à la fille de Marie de Bourgogne et Maximilien,  Marguerite d’Autriche, car il était prévu que celle-ci épouse le dauphin Charles VIII, ce qui sera annulé en toute dernière minute. La résistance comtoise fut possible uniquement grâce à un réseau de nobles fidèles à Marie de Bourgogne (les Vergy, Chalon, Toulongeon, Baume,…)?. Certains changent de camp, et d’autres terminent dans les fillettes de Louis XI.
Louis XI décède en 1483. Le duché de Bourgogne passe sous la couronne française. Mais la Bourgogne «salée» (c'est-à- dire la Comté avec Salins), passe au Saint Empire Romain germanique dans le giron duquel elle va rester pendant les deux siècles suivant dont les premières décennies seront considérées comme un âge d’or .
Sans doute à cette époque, est construite la maison forte actuelle afin de protéger la zone frontière avec les duchés de Savoie, et de Bourgogne (passés chez les Français) sur la route du sel. Ce qui explique les murs de 1,6 à 1,8 mètre d’épaisseur, les plafonds à couches multiples avec du sable, et des éléments de défense nombreux (meurtrières) : il faut faire face à de nouvelles menaces, et avec le commerce très lucratif du sel, des importantes différences de taxes, la contrebande est féroce.
Le blason des Champdivers (d’azur au chevron d’or) pouvait être vu autrefois au-dessus de la porte de la tour ronde.
En 1493, au  traité de Senlis, Charles VIII abandonne complètement les prétentions de la France sur le comté de Bourgogne, après avoir dû faire face à beaucoup de résistance. Maximilien administre au nom de  son fils Philippe Le Beau, jusqu’en 1498. De 1508 à 1530, sa sœur Marguerite d’Autriche reçoit la comté en douaire quand son mari Philibert le Beau, duc de Savoie, meurt accidentellement en 1504 à Pont d’Ain. Pour lui, pour sa propre sépulture et pour celle de sa belle-mère, Marguerite fait construire l'église de Brou à Bourg, des travaux qui durent plus de vingt ans, et coûtent plus de 200000 écus d’or.
Jean II de Champdivers (1450-1505) et Clauda de La Haye ont deux filles, qui épousent deux frères De Cicon (voire Jeanne de Cicon ci-dessus) ( Cicon  est un fief au Nord-Est du comté, dont le château a aussi été détruit en 1479 par les Français) :
- Marguerite (1482-1543) et Nicolas De Cicon, qui vont vivre au château de Champdivers reconstruit,
- Anne (1485-1505), qui épouse Claude de Cicon (1480-1531) et hérite du château de Nanc par sa femme en 1505.

En 1499 a lieu un conflit avec François de Damas de Saint Amour sur la possession du château
En 1519, Claude De Cicon, dont la famille connaît de gros problèmes financiers, vend pour 3300 écus d’or le château de Nanc à la famille de Gorrevod, originaire de Bresse en duché de Bourgogne, plus particulièrement à Pernette de Gorrevod, la fille «naturelle» (illégitime) de Laurent de Gorrevod, qui devient alors «Dame de Nanc». Par coïncidence, les familles de Champdivers et de Gorrevod bien qu'officiellement originaires l’une de Bresse et l’autre de la Comté, partagent le même blason ce qui est difficilement explicable et représente potentiellement un lien qui en expliquerait bien d’autres.

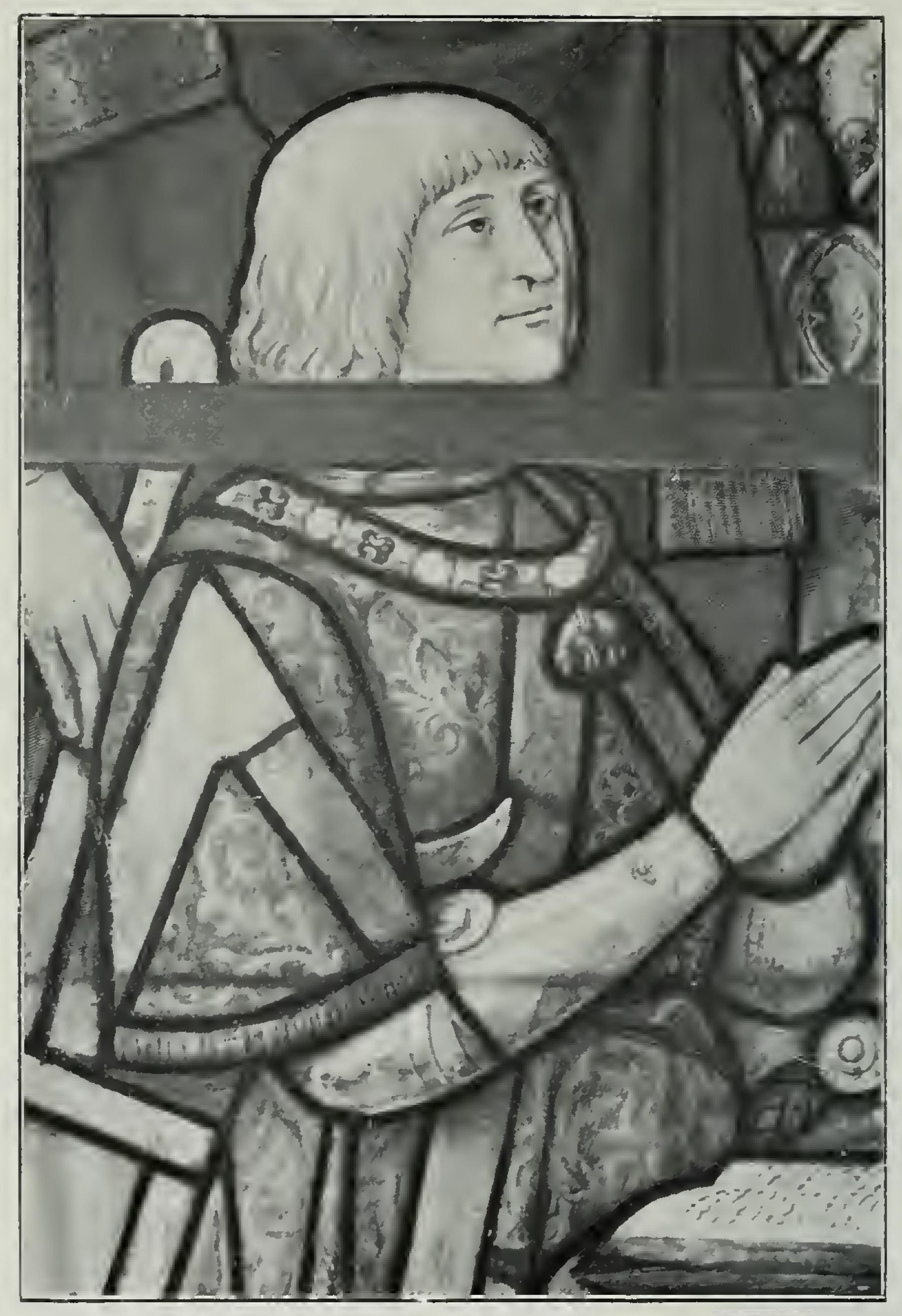
Laurent de Gorrevod - vitrail de la chapelle Gorrevod au monastère de Brou à Bourg-en-Bresse

Laurent de Gorrevod est un personnage complexe et très important, qui va connaître une ascension fulgurante. Issu d’une vieille famille noble de Bresse au duché de Savoie, il naît à Bourg aux environs de 1472. Son père est Jean, et sa mère Jeanne de Loriol de Challes. Les Loriol sont une ancienne famille noble d’origine de Pernes près d’Orange et Avignon, liée aux influents seigneurs de Challes à Bourg-en-Bresse. L’oncle a été chancelier de Chypre (ancien protectorat templier). C’est sans doute cette branche maternelle des Loriol/Challes (l’oncle) qui a permis à Laurent de devenir très jeune écuyer du duc Philibert de Savoie, puis de devenir un proche de Marguerite d’Autriche, son épouse, ce qui va perdurer sa vie entière, en occupant divers postes auprès d’elle. Ensuite il fait partie du groupe de Comtois et de Savoyards qui se joignent à Charles, le neveu de Marguerite, et futur empereur Charles Quint (1500-1558), qui succède à Maximilien, pour son installation en Espagne en 1517. C’est à partir de ce moment-là qu’on parle de «Franche-comté espagnole» car la tête de l’empire se retrouve maintenant basée en Espagne.
La parenté de Gorrevod avec les Loriol explique la présence d’un fief de prévôté (de gestion) dit «de Loriol», en enclave de celui de Nanc, à côté de la maison forte.
En premières noces, Laurent de Gorrevod épouse Philiberte, fille de Hugues de La Palud, maréchal de Savoie, Comte de Varax, un des meneurs de terribles croisades contre les «hérésies» vaudoises, une famille qui a été responsable des salines, et aussi du château de la roche à Saint-Hyppolite. Son mariage a lieu en 1503 à Carignan, lors d’un festin somptueux, relaté dans les chroniques, et où se déroulent de nombreuses joutes. En secondes noces, en 1509 il épouse une demoiselle de compagnie de Marguerite d’Autriche, Claude de Rivoire, qui lui survit mais sans lui laisser de descendance.
Ses titres principaux sont : gouverneur de Bresse, chevalier de la  Toison d’or (en 1516, le même «Chapitre» que François 1er), maréchal de Bourgogne, Vicomte et pardessus des salines de Salins, Baron de Marnay, comte de Pont De Vaux, conseiller intime, exécuteur testamentaire, ministre, 1er chambellan, diplomate, chef des finances, chef du cabinet des secrets, de Marguerite d’Autriche, et de Charles Quint. Laurent Gorrevod est également, selon un document d’archive espagnol de 1519, le récipiendaire d’une charte «d’exploitation» d’esclaves africains à destination des nouvelles colonies attribuées par Charles Quint pour la somme de 29000 écus, charte rapidement revendue a des commerçants génois . Ce fait est relaté par les historiens étrangers mais est peu débattu du côté français, de plus les historiens flamands et espagnols se trompent parfois sur l’orthographe du nom. Trente années se sont écoulées depuis 1492, et c’est l’époque de la colonisation de l’Amérique et de la découverte d’or.
Il existe de grandes similitudes entre les parcours de Laurent de Gorrevod et celui de Nicolas Rolin, à un siècle d’écart. Quand Rolin est un des acteurs du traité de Troyes de 1420, Laurent de Gorrevod participe au traité de Madrid en 1526, deux pages très sombres pour l'histoire de France. 
Laurent de Gorrevod décède à Barcelone en 1529 sans descendance légitime, et suprême honneur, il est le seul de sang non royal à avoir droit à sa sépulture (dessinée et réalisée par Michel Colombe et Jean Perréal, plus tard détruite à la révolution) avec ses deux épouses, dans un tombeau de l’église de Brou, dont il fut très impliqué dans la supervision des travaux de construction, et avec sa chapelle avec vitrail, ce qui montre bien l’importance du personnage. Le frère de Laurent, Louis a été cardinal, et évêque de l’éphémère diocèse de Bourg au moment de la construction de Brou.
Pernette, brièvement mariée à un grand-oncle veuf, Claude de Gorrevod, seigneur du Tiret en Bresse, épouse (au décès de ce premier mari) Charles de Montjouvent, fils d’Antoine, un proche de Laurent, témoin de son premier mariage, et héros des joutes. Montjouvent est un fief de Bresse toute proche (actuellement Varennes-Saint-Sauveur), à la frontière entre Bourgogne et duché de Savoie. Fait étonnant, Antoine a quitté son fief de Bresse pour rejoindre la cour du roi Louis XII, où il est nommé écuyer, puis gentilhomme de la Maison du Roi, et même naturalisé français par François 1er en 1521 ! 
Avec Charles de Montjouvent, Pernette a six enfants. Parmi eux, Philibert, futur 1er chambellan du Duc Emmanuel-Philibert de Savoie, gouverneur de la citadelle de Bourg-En-Bresse nouvellement construite (le fort Saint-Maurice) , Claudine qui épouse un neveu de  Pierre de Saint Julien de Balleure  , l’historien écrivain qui donne son nom à la rue mitoyenne de la maison forte, et Catherine, femme de Francois de Messey, parents de Charles de Montjouvent qui hérite de l’aîné Philibert, mort sans garçons (Laurent de Gorrevod avait aidé à la libération du père de Pierre de Saint-Julien, Claude, un proche de Marguerite, fait prisonnier en 1512 à la bataille des éperons). En 1535 Philibert rachète le fief de Loriol.

### Les Montjouvent
Ensuite c’est Charles de Messey-Montjouvent (-1596) fils de Catherine, qui hérite de Nanc de son oncle Philibert, le très peu populaire gouverneur de la citadelle de Bourg , qui décède sans enfant en 1589.
Charles épouse un personnage haut en couleur,  Catherine de Bruges La Gruthuse, princesse de Bruges, dont la famille devait sa fortune en partie du commerce des herbes à la base de la production de bière à Bruges à l'époque. Celle-ci sera mariée 5 fois et est la dernière d’une famille ruinée. En 1er mariage elle était mariée à Louis de Poupet de la Baume, le comte de Saint-Amour, originaire de Salins . 
Charles sera assassiné au pistolet par un dénommé «la débauche», et le 3e mari sera tué en duel par son fils ainé issu de son premier mariage.
Avant l’annexion de la Bresse, du Bugey, et du pays de Gex en 1601, Henri IV avec le  maréchal de Biron va tenter de conquérir la Comté en 1595 lors de la «guerre d’Espagne». Dans la région, il y aura notamment un pillage à Saint-Amour, un siège destructeur à Lons-Le-Saunier (le 19 août) malgré des promesses de clémence, à Orgelet, à Oliferne, Chevreaux les châteaux sont détruits, mais finalement un échec pour la France. Salins résiste .
Ensuite, le seigneur de Nanc est Marie-François de Montjouvent (1590-1636) fils de cette Catherine de Bruges La-Gruthuse et de Charles de Montjouvent.

### Les guerres du XVIIe siècle et l'annexion par la France: les Lévis-Charlus
Puis vient Jeanne de Montjouvent (1627-1652), fille de Marie-Francois et Angélique De Vienne, qui, en pleine «guerre de 10 ans», va épouser Roger de Levis-Charlus (1625-1689) en 1642, marquis, lieutenant-général des armées du roi de France et de la province du Bourbonnais, qui reçoit le fief et château de Nanc en dot. Les Levis sont une très ancienne et très célèbre famille noble de chevaliers français qui a pris son nom d’une terre située près de Versailles. La branche Charlus des Levis s’est implantée de façon durable en Auvergne (dans le bocage bourbonnais,  château de Levis / Poligny, construit par Roger). Roger était le fils de Charles II de Levis, capitaine de la deuxième  compagnie des gardes du corps du Roi Louis XIII de 1631 a 1634.
C’est alors l’époque de la guerre de 10 ans (1634-1644) conduite par Louis XIII. En 1636, Dole connait un très long siège. Les habitants sont prêts à la guerre. À Nanc, les sujets sont retrahants  de Laubespin et se doivent d’une montre d’arme annuelle, ainsi que des tours de guet. Celle de 1632 a été documentée et archivée et fait état de 55 hommes tant bien que mal en état de se défendre (mousquets, hallebardes, pics, épées) qui avait cette année refusé d’aller faire la montre d'armes à Laubespin .
En mars 1637, le  duc de Longueville  arrive par la Bresse (Chavannes) et assiège Saint-Amour qui tombe le 2 avril au bout d’une semaine après une vaillante résistance. Laubespin est pris aussi le 6 avril, mis en difficulté à Chevreaux où se trouve une grosse garnison. Les troupes de Longueville redescendent vers la vallée de l’Ain, et se séparent à Nanc en direction de Gigny et Saint-Julien.
La comté va être de nouveau le théâtre de combats, de sièges, de destructions, combinés à une épidémie de peste en 1637. La majeure partie de la population décède ou s’enfuit, et la famine vient s’ajouter aux malheurs de la province (on parle de 200 000 habitants en moins, décédés ou partis)
Au cours des négociations du traité des Pyrénées  en 1659, Louis XIV tente d'obtenir Saint-Amour (porte d'entrée pour la Franche-Comté) à la place d'Avesnes, mais Philippe II refuse catégoriquement.
Le 2 février 1668, en plein hiver, Louis XIV en personne quitte Saint-Germain pour le Comté de Bourgogne et le début d’une nouvelle campagne. Côté comtois, c'est la surprise totale. Le Grand Condé avec 19000 hommes s’attaque à Pesmes, Marnay, Arbois, Poligny, Bletterans, Besançon, puis Salins, et Dole pour un court siège cette fois. À Saint-Amour, le comte d’Apchon occupe la ville. Mais la Franche-Comté est finalement restituée à l'Espagne, à la suite des menaces de la triple alliance de La Haye, et du traité d'Aix-la-Chapelle.
Philippe_de_la_Baume-Saint-Amour, petit-fils de Catherine de Brugge la Gruthuse a un rôle clé durant cette  guerre dite de dévolution. Sa mère est une nièce de Perrenot de Granvelle. En 1668 il entend les plans de l’armée française. Il fait morceler les troupes entre les différentes villes. Il s’installe à Joux, qui sera perdu.
Les Français reviennent de nouveau en 1674 lors de la guerre de Hollande, et le 9 juin c’est l’entrée triomphale de Louis XIV à Besançon.
Le traité de Nimègue de 1678 fait définitivement passer le Comté de Bourgogne à la France, sans doute facilité par le changement de camp de quelques nobles influents (dont l'étonnant Abbé Watteville, et Charles Laubespin de Mouchet de Battefort)
Au milieu de toutes les destructions complètes de cette époque, le château de Nanc est cette fois-ci relativement épargné, sans doute en raison de l’origine bressane des Montjouvent et la proximité avec le roi de France des Lévis-Charlus. Les châteaux de Saint-Amour, et celui de Laubespin surtout qui servait de «retrahant» pour les habitants de Nanc, sont complètement détruits (20 mars 1674, Duc De Bellegarde). On peut voir les ruines, notamment une tour, sur le site de Villette-Laubespin.

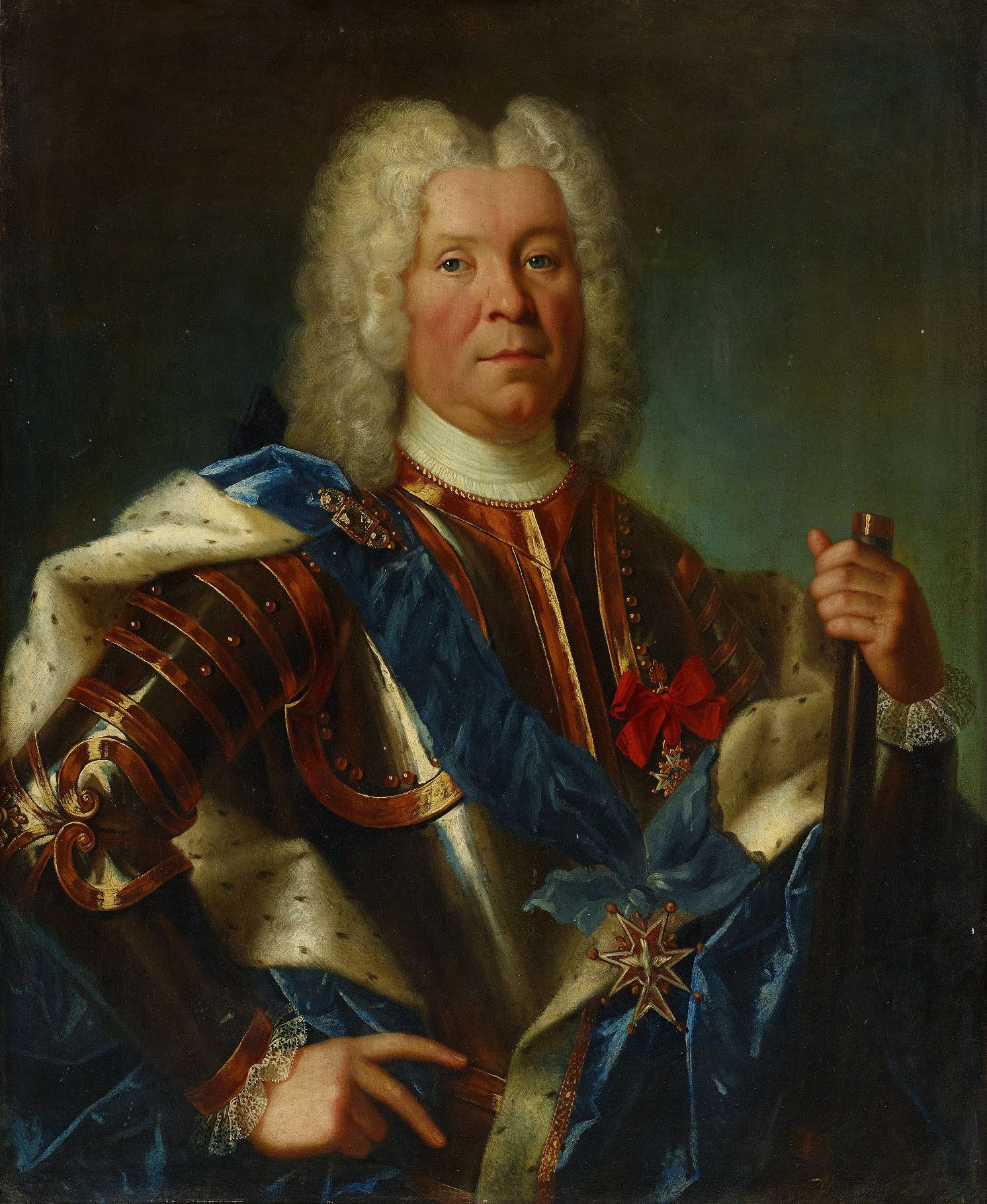
Charles-Eugène de Levis Charlus, château de Levis

Au fils de Roger, Charles-Antoine de Lévis-Charlus, (v. 1643-1719, marié à Marie Françoise de Bethisy), succède Charles-Eugène_de_Lévis-Charlus (1669-1734), lieutenant-général des armées de Louis XIV, pair de France, qui fait construire les chapelles de Saint Languin, et de Notre Dame de Bon Rencontre, à Montorient en 1664, détruites à la Révolution. Cet épisode est visible sur les fresques de l'abbé Moirod aux murs de la chapelle de Nanc. Charles-Eugène passe la majeure partie de son temps à Versailles, et sur les champs de bataille, et ne vient que l’été en Bresse où il se concentre surtout sur son autre fief de Montjouvent. Charles-Antoine est marié à Françoise de Bethisy par Louis XIV. Le chroniqueur Saint-Simon évoque beaucoup cette famille dans ses mémoires sous des traits parfois acerbes, et avec beaucoup d’amusement. Charles-Eugene est marié  en 1698 à une petite-fille de Colbert, très proche de la duchesse de Bourgogne, et de Madame de Maintenon, Marie Françoise D’Albert de Chevreuse, une des dernières confidentes à voir Louis XIV. Une de leurs filles sera la mère du Maréchal de Castries. Charles-Eugène reçoit toutes les terres de ses parents au moment de son mariage.
Une anecdote éclairante au sujet de Charles-Eugene est, semble-t-il, possiblement, à l'origine d'une spécialité culinaire bourbonnaise, les « crottes de marquis » .

### Vers la Révolution: les Vuillemenot de Nanc
Le Comté de Bourgogne est maintenant fermement intégré au royaume de France. Le fief de Nanc a perdu son statut de fief frontière et tout ce que cela implique. En 1713 Charles-Eugène le vend pour 45000 livres (avec acompte de 16000) à Gaspard-Joseph Wuillemenot (1661-1734), un écuyer, docteur es lois, maitre aux comptes de Dole, et ancien président des gabelles à Orgelet et Saint-Amour. Gaspard partage son temps entre Saint-Amour où il réside et le château de Nanc. En 1717 il lance de grands travaux pour le château. Il est anobli par sa charge de conseiller aux comptes de Dole, et en 1718 devient le premier «de Nanc».
Ensuite vient son fils aîné Emmanuel-Marie Vuillemenot (1714-1777). Celui-ci démarre une série de procès pour faire valoir les droits du seigneur tombés en désuétude au cours des nombreuses guerres, et ce, de façon rétroactive. En 1745, le parlement de Besançon tranche et réclame aux propriétaires terriens (souvent des résidents de Saint-Amour) de payer une redevance de 50 livres, comme cela était prévu par la charte de 1308 mais n’avait jamais été appliqué, et ses arriérés depuis 1742 (16000 livres au total). Les propriétaires, menés par le comte de Saint-Amour, refusent. En 1748, l’intendant ordonne le paiement, ce qui entraîne une révolte des habitants de Nanc qui attaquent le château alors occupé par un concierge et un garde. Ceux-ci sont tués et jetés dans le croton (les oubliettes de la tour Sud-Ouest), et le 3e étage qui contenait les archives est incendié. Des habitants des villages voisins arrivent pour aider à la maîtrise de l’incendie. Emmanuel Vuillemenot en personne accourt de Besançon, armé d’une épée pour aider au retour au calme. Le village est quasi-déserté pendant un an, au cours duquel des agents procèdent à des saisies pour rembourser l’impôt. La redevance de 50 livres est mise en place et s’ajoute aux autres impôts royaux. Une tentative de vente du château pour 120000 livres est effectuée en 1761 pour Joachim Viguier, directeur de la monnaie à Besançon, mais celui-ci ne respecte pas le paiement et la vente est annulée. Emmanuel décède au château le 17 mai 1777 et laisse 5 enfants et sa veuve alsacienne, Anne-Marie Streckinger.
Pendant la période de la révolution, Frédéric-Maurice Vuillemenot (1758-) est châtelain. Il fait partie de l’assemblée de la noblesse d’Orgelet et Saint-Amour chargée de la correspondance des remontrances avec Paris. Il part pour Bâle lorsque sa mère et son frère sont menacés d’arrestation. En 1790, la décision du procès de 1745 est annulée par un nouveau procès. En 1791, le fief de Nanc n’existe plus et l’administration des terres est faite par un avocat/notaire jacobin. En 1794, une partie du château est de nouveau pillée et incendiée. L’écusson au-dessus de la porte d'entrée est détruit. Le moulin et le pressoir appartenant au seigneur sont aussi détruits.
Ensuite vient son fils Frédéric-Joseph-Scipion Vuillemenot (1792-1858), brièvement maire de Nanc, et propriétaire de huit maisons, dont celle de Loriol.
Son successeur, Frédéric Alphonse (1814-1883) vend le château comme bien national. En 1809, la toiture est refaite, de nouvelles ouvertures pratiquées, une cuverie construite. Lors de ces travaux, est trouvé un escalier à vis avec six marches dans le roc en sous-sol.

### L'époque moderne
La commune achète la maison forte en 1838 pour 2 000 francs et y installe la mairie-école jusqu’en 1936.
Le 3 septembre 1934, la façade est inscrite monument historique.
La famille Bolomier rachète l'ensemble en 1937, et utilise les caves pour le stockage de la production fromagère.